# Palicourea microcarpa
Palicourea microcarpa là một loài thực vật có hoa trong họ Thiến thảo. Loài này được (Ruiz & Pav.) Zappi mô tả khoa học đầu tiên năm 2000.